# Moving Shadow
Moving Shadow est un label discographique britannique de musique électronique. Fondé en 1990, dans un petit salon d'une maison de Stevenage par Rob Playford, il devient l'un des labels les plus vieux et les plus respectés des scènes hardcore, jungle et drum and bass.

## Histoire
Le label est fondé en 1990, au Playford de Stevenage. Playford devient un point de convergence pour les jeunes artistes locaux et les producteurs en chambre qui cherchaient des conseils pour sortir leur propre musique après ses trois premières sorties en vinyle 12 pouces. La première sortie du label avec un numéro de catalogue préfixé Shadow a lieu en 1991 ; il s'agit de l'EP Psychotronic de Earth Leakage Trip.
Alors que la scène rave effleure la surface de l'industrie musicale en 1991 et 1992, Moving Shadow, tout comme ses rivaux Suburban Base et D-Zone, connait un certain succès dans le UK Singles Chart grâce à Music Takes You de Blame et à Bombscare de 2 Bad Mice.
En 1994, Playford commence à travailler avec l'artiste drum and bass Goldie sur des morceaux écrits sous son pseudonyme Rufige Kru, après que Goldie ait pris contact avec Playford pour apparaître dans un documentaire qu'il était en train de réaliser. Le résultat est l'album Timeless de Goldie, produit et réalisé par Playford, et sort en 1995 sur le label mieux financé FFRR Records. L'album est l'un des premiers titres de drum and bass à connaître un succès grand public, devenant l'une des meilleures ventes d'albums de drum and bass de l'époque,,.
De nombreuses chansons d'artistes du label sont reprises dans le jeu de course Midnight Club 3: DUB Edition édité en 2005 par Rockstar Games. Le label cesse de sortir de nouveaux artistes en 2006. Une version uniquement numérique de titres et de versions inédits, Cut Out Shapes par Omni Trio, est publiée en 2012.
En 2023, Moving Shadow élargit la liste des plateformes de vente numérique de son catalogue de d'iTunes (depuis 2006) et de Beatport (depuis 2008) à d'autres plateformes de téléchargement et de streaming de l'époque ainsi qu'à sa propre chaîne YouTube. Depuis mai 2023, l'ensemble du catalogue de Moving Shadow est accessible sur Spotify,.

## Groupes et artistes
- 2 Bad Mice
- Aquasky
- Basic Unit
- Blame
- Calyx
- Dave Wallace
- Deep Blue
- Dom and Roland
- Exile
- E-Z Rollers
- Flytronix
- Guardians of Dalliance
- Higher Sense
- Hoax
- Hyper on Experience
- Noisia
- Omni Trio
- Perfect Combination
- Technical Itch
- Timecode